# Zajedno protiv zločina
Zajedno protiv zločina (izdan 1929.) je zbirka od 15 priča Agathe Christie u kojem glavnu ulogu drže Tommy i Tuppence.

## Radnja
Scotland Yard omogućava mladom bračnom paru željnom uzbudljivih pothvata da se okuša u detektivskom poslu. Krajnji cilj je namamiti neuhvatljivog Rusa, "čovjeka broj 16". U ovoj knjizi, po kojoj je snimljena istoimena TV-serija, A. Christie potvrđuje se kao sjajni i duhoviti pripovjedač koji plijeni pažnjom do posljednje stranice.